# ホームレス
ホームレス（英: homelessness）は、狭義には様々な理由により定まった住居を持たず、公園・路上を生活の場とする人々（路上生活者）、公共施設・河原・橋の下などを起居の場所とし日常生活を営んでいる野宿者や車上生活者のこと。広義には、一時施設居住や家賃滞納、再開発による立ち退き、ドメスティックバイオレンスのため自宅を離れなければならない人など住宅を失った人のこと。
言葉としてのホームレスは 1970年代頃のイギリスで使われ始めたといわれている。
日本では長らく浮浪者と呼ばれていたことがあり、今もホームレスを浮浪者と呼ぶことがある。

## 原因
経緯は人により様々であるが、一般的には下記のパターンのいずれかである。
- 破産、失業、搾取（無職である場合も含む）、病気、障害などが原因（深刻な景気悪化で収入が無くなる・減少するという事態も含む）で、住宅購入時の借金（賃貸料も含む）が返済できなくなる
- 雇用主から提供されている住居である官舎・社宅・寮に居住していたが、失業した
- 事業者金融、消費者金融、ヤミ金融などからの借金を返済できなくなり、取り立てから逃がれるため
- 離婚を求めての別居、ドメスティック・バイオレンス、再婚や復縁を求める元配偶者、元交際相手からのストーカー行為の被害から逃がれるため
- 親権者や親の再婚相手の新しい家族から、養育されていた児童や若者が、常習的な児童虐待や性的虐待、嫌がらせに耐えられなくなり、その被害から逃れるため
- 警察から犯罪の被疑者として捜査手配され、逃亡するため
- 18歳で高校を卒業または、18歳になる前に高校を中途退学をし児童養護施設、母子生活支援施設から退所、里親を離れたが、住所がなく、仕事が見つからない、頼れる家族、兄弟、親戚がいない
- 重大事件を起こして刑務所・少年刑務所から満期で出所または刑事裁判で執行猶予判決が確定し、身柄拘束を解かれたが、受け入れ可能な更生保護施設が見つからない、身元引受人となってもらえる家族、親族、兄弟がいない。家族、親族、兄弟から身元引き受けを拒否された、仕事が見つからない、所持金がなく、刑務所や少年刑務所を出所するときに受け取った刑務作業報奨金が少なくなり、ビジネスホテルをはじめとする宿泊施設、健康ランド、サウナ、ネットカフェに宿泊する費用、交通費（鉄道、高速バス、飛行機、フェリー、路線バス、タクシー代）を捻出することが困難で帰住先、屋根があって雨風からしのげる居場所、代わりの住居を確保できない状況である。ただ、この場合は万引きや置き引き、食い逃げなどの微罪を犯して刑務所に舞い戻ろうとすることも少なくない。

## アメリカ合衆国

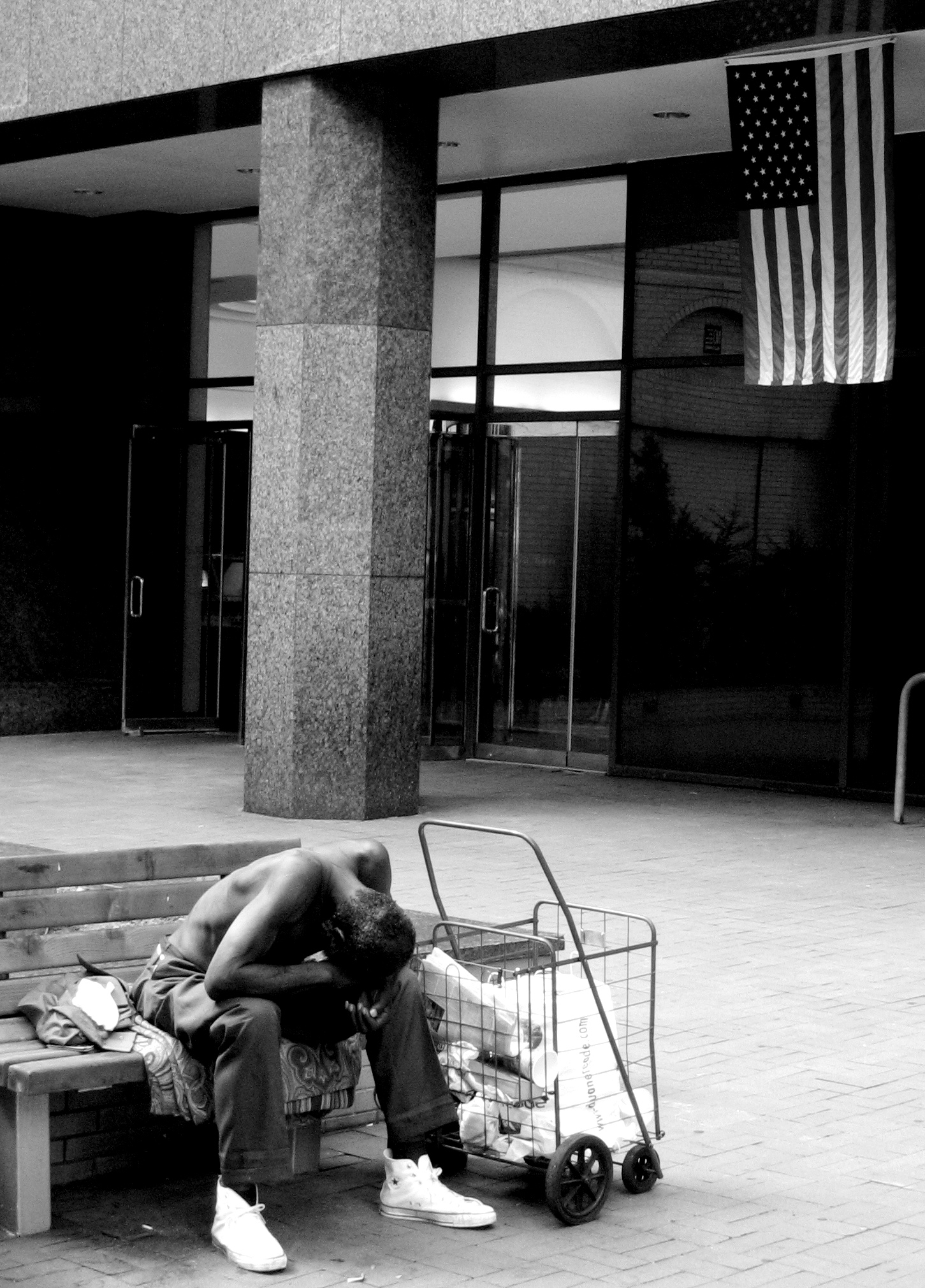
ホームレスの一人
（アメリカ合衆国ニューヨーク）

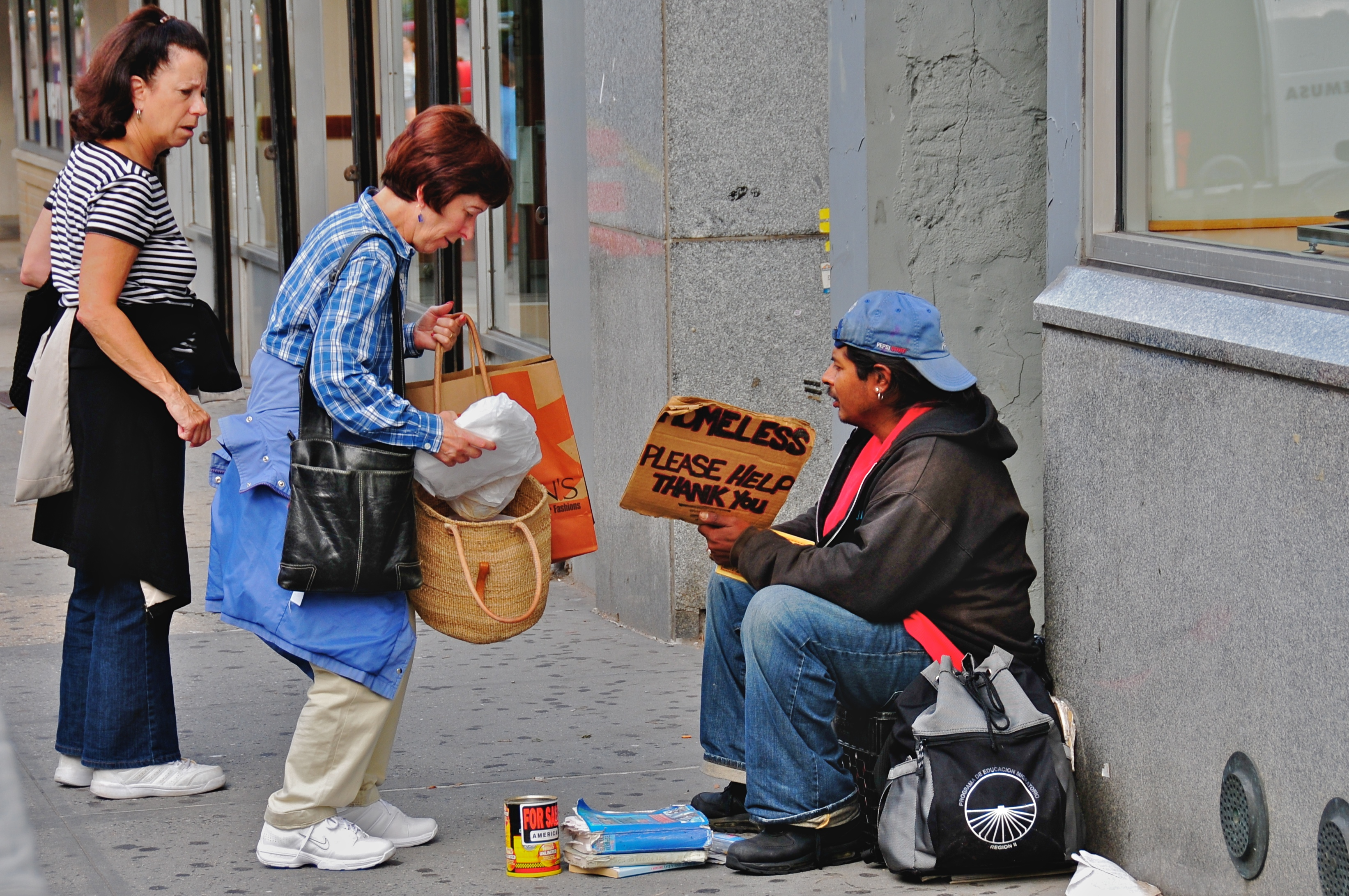
ホームレスの男性が懇願する、ニューヨーク市（2008年）

### 定義
マッキニー・ヴェント法（McKinney-Vento Homeless Assistance Act）では「固定され定常的で十分な機能を持つ夜間の宿泊場所を持たず、夜間の主たる宿泊場所が、1.公的主体又は民間主体により運営されている一時宿泊施設、2.収容することが必要な者に一時的に宿泊場所を提供する各種施設、3.人間が定常的に寝起きする場所としてデザインされていない、または、通常使用されない公共及び民間施設のいずれかの者」をいう。

### 統計
アメリカ合衆国ではアメリカ合衆国住宅都市開発省により、2007年から毎年統計が取られている。ただし、これらの総数には一時的に家族や友人宅などに身を寄せた人間は含まれていないため、実数はさらに大きい可能性がある。
2023年での貧困者数は約3,679.0万人。住宅都市開発省の調査によると、ホームレスは2024年で771,480人存在している。2013年～2022年の間は、2019年コロナウイルス感染症流行の影響によりシェルターに入居していないホームレスは未調査の2021年を除き50万後半台で推移していたが、家賃高騰と2019年コロナウイルス感染症による経済悪化に対する家賃滞納者への立ち退き猶予措置を含んだ経済支援策が2021年に打ち切ったことが影響し、70万人以上になっただけではなく、2007年以降最多の人数となった。
アメリカのホームレスの内訳として、
- シェルター入居有無

有：497,256人（約64.5%） 無：274,224人（約35.5%）
- 年齢別

65歳以上：42,147人（約5.5%）、55歳～64歳：104,007人（約13.5%）、45歳～54歳：118,740人（約15.4%）
35歳～44歳：153,849人（約19.9%）。25歳～34歳：146,859人（約19.0%）、18歳～24歳：57,640人（約7.5%）
18歳未満：148,238人（約19.2%）
- 性別

男性：459,568人（約59.6%) 女性：302,660人（約39.2%） トランスジェンダー：2,561人（約0.3%）
クエスチョニング（自己のジェンダー(社会的性別）や性同一性、性的指向を探している状態の人）：383人（約0.05%）
特定の文化的アイデンティティ（Culturally Specific Identity）:324人（約0.04%）
性別不合（Different Identity）（身体の特徴と自認している性が異なること。）：720人（約0.1%）
ノンバイナリー(Non Binary)(自身の性自認・性表現に「男性」「女性」といった枠組みをあてはめようとしない。）:1,977人（約0.3%）
自認している性が複数（More Than One Gender）:3,287人（約0.4%）
- 人種別

非ヒスパニック系白人：224,264人（約29.1%） ヒスパニック系白人：235,965人（約30.6%） 黒人：238,938人（約31.0%）
アジア系：10,405人（約1.3%）　ネイティブ・アメリカン：19,681人（約2.6%) 太平洋諸島系：10,934人（約1.4%）
中東系：2,012人（約0.3%）、混血：29,281人（約3.8%）
- ホームレス人口の高い州

カリフォルニア州：187,084人 ニューヨーク州：158,019人 ワシントン州：31,554人 フロリダ州：31,362人  マサチューセッツ州：29,360人
- シェルター入居無の割合の多い州

カルフォルニア州：約66.3%（187,084人中123,974人）、オレゴン州：約62.0%（22,875人中14,191人）
アラバマ州：約58.6%（4,601人中2,698人）、ジョージア州：約54.3%（12,290人中6,673人）、フロリダ州：約53.8%（31,362人中16,868人）
- ホームレスの多い大都市

ニューヨーク市：140,134人、ロサンゼルス市：71,201人、シカゴ市：18,836人、シアトル市：16,868人、デンバー市：14,281人
- シェルター入居無の割合の多い大都市

ロングビーチ市:約72.7%、サンタクララ市:約71.2%、ロサンゼルス市：約69.5%、バークレー市：約67.1%、フレズノ市：約64.1%
となっている。また、18歳未満のホームレスが全米で148,238人であるが、約92.5%（137,159人）がシェルターに入居している。
又、その他にも、色んなタイプのホームレスが以下のようにおり、退役軍人ホームレスは減少傾向にあるが、子供のいる家族連れホームレスは2023年から急激に増加している。
- 子供のいる家族連れのホームレス:259,473人（内、シェルター入居者：240,916人）
- 単身若年ホームレス（25歳未満）:38,170人（内、18歳未満：2,698人、シェルター入居者：25,446人）
- 退役軍人ホームレス:32,882人（内、シェルター入居者：19,031人）
- 慢性ホームレス（何年にもわたって施設入所を繰り返しつつ､ホームレス状態から脱却できないホームレスのこと）:152,585人（内、シェルター入居者： 99,565人）

都市別で最も多かったニューヨーク市では、2024年時点でのホームレス140,134人の内、路上ホームレスは4,397人、シェルター入居者は135,737人であり、入居者の約97.9%（132,892人）が緊急用シェルター（emergency shelters[ES])に入居している。また、子供のいる家族連れのホームレスは87,455人であるが、路上ホームレスは2人のみであり（2人はそれぞれ18歳未満と18歳以上25歳未満で有色人種の若年男性）、家族連れのほとんどが緊急用シェルター（emergency shelters[ES])に入居している。

### 支援

#### 公的支援
住宅保障制度に関してはマッキニー・ヴェント法により住宅都市開発省を中心に基金によるプログラムが実施されている。
所得保障制度に関しては日本の生活保護制度のような包括的な公的扶助制度は存在せず、対象者の属性に応じた個別の制度と州ごとの制度が分立している。
失業保障制度に関しては労働省の管轄する連邦失業税法と社会保障法に基づく連邦・州失業保険プログラムがあり管理運営は各州が実施している。

#### 精神疾患者を強制入院
2022年にニューヨーク市は重度の精神疾患を持つホームレスを強制的に入院させる権限を警察などに与えた。ニューヨーク市以外では、他者や自身を傷つける恐れがある精神疾患者を強制的に入院させる施策を行っている自治体がある。

#### 民間支援
政府や自治体が設置した施設の運営を民間に委託するなど官民の積極的な連携が行われている。
ニューヨークでは約150の民間の支援団体が活動を行っている。

### 治安
アメリカではホームレスに対する襲撃事件が常態化している。全米ホームレス連合が2018年12月21日に発表した調査によると、2016年から2017年にかけて発生した襲撃事件は112件で、うち48件では被害者が死亡しており、発覚していない事件も多いと考えられている。
更に、カリフォルニア州を拠点とするキリスト教会（インペリアル・バレー・ミニストリーズ）が、路上生活者を監禁した上で、物乞いを強要した。更には本来、路上生活者に受給されるべき生活保護給付金を取り上げるという貧困ビジネスが行われていた。この事が監禁されたホームレスが脱出して警察へ通報したことにより発覚し、2019年9月10日に連邦司法当局に摘発されている。

## イギリス

### 歴史
イギリスでは17世紀以来の救貧法や1948年の国民扶助法（National Assitance Act）などホームレス問題は福祉の問題として扱われてきた。

### 定義
法律では1996年の住宅法からホームレスを定義しており、2002年のホームレス法（Homelessness Act 2002での定義も変わっていない。ホームレス法では「占拠する法的権利を有し、アクセス可能かつ物理的に使用可能で、継続して居住することが合理的である宿泊場所を有さないもの」と定義されている。なお、「56日以内にホームレスになる恐れがある人」もホームレス法の対象となる。
なお2017年4月に制定された「ホームレス削減法2017」に基づき、従来の「28日以内にホームレスになる危険」という条文が「56日以内」へと改められ、日数が二倍に延長されたことでより早期から各自治体の対応を促すよう改正がなされた。

### 統計

#### 路上生活者
日本のホームレスの定義に近い路上生活者は、2023年10月1日から11月30日までの調査により、3,898人であった。その内、約29%（1,132人）がロンドンで路上生活をしていた。2010年（1,768人、ロンドン:415人）から2017年（4,751人、ロンドン:1,137人）までは増加していたが、2018年～2021年は、2度目のロックダウン期間（2020年11月5日～同年12月4日)と重なっていること、2020年3月23日に開始された「Everyone In scheme」により、2019年コロナウイルス感染症流行防止の為、路上生活者を対象に緊急避難所に収容する対策（実際に、2021年11月時点で4,300人が収容されていた。）を取っていたことも相まって、2021年は2,443人（内ロンドンは858人）と減少したが、2023年は2021年に比べて約60%増加している。
性別では、男性が83%（3,214人）を占めていた。
また、イギリス国籍以外のホームレスは国全体では不明含めて約38%（1,478人）を占めており、その内の約49%（718人）がEU加盟国の国籍保有者である（なお、イギリスは2020年12月31日午後11時GMT、EU本部のあるブリュッセルの中央ヨーロッパ時間では2021年1月1日午前0時にEUから離脱している。）。ロンドンでは約53%（約780人）を占め、不明を含めたイギリス国籍以外のホームレスの約半分がロンドンに集中しており、ロンドンで路上生活をしている不明含めたイギリス国籍以外のホームレスの約51.4%がEU加盟国の国籍保有者を占めている。
そして、25歳以下の若年路上生活者は国全体で約5%（202人）であり、ロンドンでは約4%（40～55人）であった。
但し、後述する日本と同様に路上生活者の人数に関しては議論があり、政府統計の約3倍の人数がいることが慈善団体により指摘されている。何故なら、行政関係者が調査する日に、路上でなくシェルターで過ごしたり、人目に付かないように移動したりする路上生活者の存在が多くいるからである。例えば、2017年のロンドン市内の路上生活者は、政府統計では1,137人だが、支援団体による調査では、8,108人が少なくとも1晩路上で過ごしていると推計された。

#### 広義のホームレス
| 年齢層   | 人数   | 割合  |
| -------- | ------ | ----- |
| 16-17歳  | 2,340  | 0.8%  |
| 18-24歳  | 52,910 | 17.7% |
| 25-34歳  | 88,560 | 29.7% |
| 35-44歳  | 74,970 | 25.1% |
| 45-54歳  | 43,510 | 14.6% |
| 55-64 歳 | 23,480 | 7.9%  |
| 65-74歳  | 9,050  | 3.0%  |
| 75歳以上 | 3,370  | 1.1%  |
| 年齢不詳 | 220    | 0.1%  |

2022年4月から2023年3月にかけて、ホームレス法に基づいて行われた認定件数は298,430件であり、その内の140,790件が、家を失う恐れがあった。
また、ホームレスとして申請した者の年齢別は右の表のようになっており、18歳から44歳までの青年・壮年期の年齢層が4分の3近くを占めている。
- 世帯構成

56日以内に家を失う恐れがあった世帯の内、最も多いのが単身男性が約28%（39,190世帯）、次いで母子世帯が約25%（35,680世帯）、3番目が単身女性が約20%（28,790世帯）となっており、この3タイプで4分の3近くを占める。
家を失っている（路上生活者を含め、自炊・素泊まり施設など住居が安定していない状態の者も含む）世帯の場合、単身男性が約48%（72,080世帯）と半数近くを占め、単身女性（33,670世帯）も含めた場合、約3分の2となる。
- 理由

56日以内にホームレスになる恐れがあった理由で最も多いのが、家族又は友人の家に住むことが出来なくなったことが、約25%（35,690世帯）を占めた。次いで、借家契約の終了（不動産の売却又は違う者に賃したいため、住居費が工面できなかった、借家契約違反、家主による違法立ち退きなど）が約25%（34,900世帯）、3番目に家庭内暴力が約7%（9,860世帯）を占めた。
家を失っている世帯の場合、最も多いのが家族又は友人の家に住むことが出来なくなったことが約32%（50,350世帯）、次いで家庭内暴力が約17%（26,550世帯）、3番目にパートナーとの非暴力的な関係の破綻が約8%（12,240世帯）となっている。
前者も後者も、理由の多くは、人間関係、金銭面や契約上での問題や世帯内での暴力（身体以外も含む）が理由となっている。そして、家庭内暴力により住む家から離れざるをえないためか、56日以内にホームレスになる恐れがある世帯に占める割合より家を失っている世帯に占める割合の方が高い。
- 申請時の宿泊施設

最も多いのが玄関、台所、風呂などを備えている民間賃貸の約25%（74,100世帯）であり、次いで家族の家に居候が約25%（73,270世帯）、3番目が友人の家に居候が約11%（31,730世帯）となっている。また路上生活状態（Rough sleeping）の世帯は約5%（14,870世帯）であった。
- 人種構成

ホームレス世帯の約60%（177,730世帯）がロマでない非アイルランド系白人で占めているが、約10%（30,540世帯）の黒人であり、約64%が出自がアフリカであると自認していた。また、約6%（19,030世帯）がアジア系であるが、アジア系全体の約68%をパキスタン（6,950世帯）、インド（2,700世帯）、バングラディッシュ（3,330世帯）の3カ国で占め、3カ国ともかつてイギリスの植民地であった南アジア地域の国である。
- 勤労状態

最も多いのが失業者（失業者向け手当て申請者）が約34%（101,020世帯）、次いでフルタイム労働者が約14%（42,620世帯）、3番目が長期の病気や障害による労働不能者の約14%（41,240世帯）であった。勤労している世帯（在宅勤務者除く）は、パートタイム労働者を含めても全世帯の約25%に過ぎない。
ホームレス法の下で確保された一時宿泊施設の総世帯数は申請前と同じ宿泊施設に住むことになった世帯（23,310世帯）含め132,360世帯であった。
その内、約28%（36,550世帯）が玄関、台所、風呂などを備えている個人経営の宿泊施設であり、民間の登録公営住宅提供者によって提供された地方自治体又は住宅組合の賃貸住宅が約20%（26,380世帯）、地方自治体又は住宅組合の支援付き住宅が約19%（25,660 
世帯）であり、これら3つで約約3分の2を占める。

### 支援

#### 公的支援
住宅保障制度に関しては1983年に住宅給付制度が導入され労働年金省が管轄している。また、2003年に導入された住宅弱者の支援プログラムは自治省が管轄している。
所得保障制度に関しては所得補助と社会基金の制度がある。
失業保障制度に関しては求職者に対しては求職者手当、低所得者に対しては就労税控除がある。

#### 民間支援
ロンドンには民間の支援チャリティ団体が数多く存在し、単身のホームレスの支援団体は2008年現在で166ある。

## フランス

### 定義

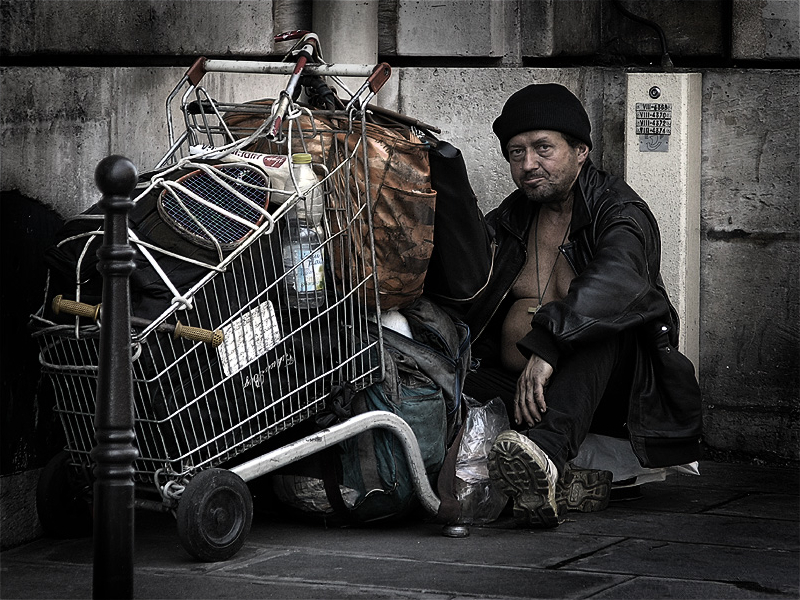
パリのホームレス男性、フランス

フランスではホームレスについての明確な定義はない。
ただし、ホームレス状態に言及する法律は存在し、1974年の「家族および社会扶助法典｣には 3か月間居住証明できない者を｢救済地のない人(personne n’ayant pas le domicile de secours)｣としている。1988年の｢参入最低限所得RMI法｣では｢安定した住居のない人々 personne sans résidence stable｣という定義がある。

### 統計
INSEE（フランス国立統計経済研究所）によれば、2012年に家がないとされた人はフランス国内で、約14万2900人～約14万1500人であった。
家がないとされた人々の数は、2001年に比べて、50%程増加している。また、成人しているホームレスの約53%が外国生まれであり、その内約3分の2がフランス語圏の外国人であった。
なお、家がないとされた人々の中に約3万人の18歳未満の子供がいた。そして女性ホームレスは、約5分の2を占めていた。
また、住居困難者のためのアベ・ピエール財団（Fondation Abbé-Pierre pour le logement des défavorisés）によると、2020年は、家がないとされた人々以外にも、ホテル（2万5000人）や仮設住宅（9万1000人）に住んでいる者がいた。又、快適性の無い住居や狭い住居に多人数で暮らしている者を含めた場合、約1,462万人となる。
また、パリ市役所により2019年2月7日の夜に行われた調査により、パリ市内での路上生活者は、3,633人であった。生活場所は、2,232人が路上、751人が列車の駅や地下鉄の駅、駐車場や病院の緊急病棟などの屋内の公共の場で、639人が森林や庭園であることが明らかにされた。
2000年代後半に実施されたINSEE調査では家がないとされた人は約13万3000人であった。

### 支援

#### 公的支援
住宅保障制度に関しては1990年のベソン法、1998年の反排除法、2007年のホームレス生活者のための支援強化プランPARSA、2008年の不服申し立て可能な居住権についての法律DALO法がある。
所得保障制度に関しては1988年の参入最低限所得法(RMI）と2008年の積極的連帯所得の施行に関する法(RSA)がある。
失業保障制度に関しては失業保険制度や連帯制度がある。

#### 民間支援
フランスにはシテ・カトリック救済会（PACT-ARIM）など国などから委託を受けて活動する住宅分野の非営利活動団体が数多くある。

## ロシア
ロシアでは、2011年時点で、内務省発表で35万人であるが、専門家の間では150～420万人に上るとみられている。ロシアの零下30度まで下がる気候の中でも、行政の支援はほとんど無いとされる。また、モスクワ内は、約1.2万～5万人いると推計されている。かつて、2002～2003年の秋冬期に凍死した人は1,200人以上いたが、多くのモスクワ市民のホームレスへの接し方が優しくなったため、2014～2015年の秋冬期では57人に減っている。

## 日本

### 定義
ホームレスの自立の支援等に関する特別措置法では「都市公園、河川、道路、駅舎その他の施設を故なく起居の場所とし、日常生活を営んでいる者」と定義している。
厚生労働省が2018年に発表した実態調査では、ホームレスを以下のように分類している。
- 定住型は、公園・駅舎などの公共の場を一定期間占拠し、段ボールハウスなどを設置して生活している。しばしば公共の場の不法占拠かどうかを巡り行政と対立する。
- 移動型は、昼間は仕事をしていたり、公共施設などを転々として時間を過ごしていたりするが、夜間になると雨風を凌げる場所を探して睡眠をとっている。都市間を移動する漂泊型（行旅人の一種）も存在する。
- 冬季は、凍死を避けるために夜間は起きて過ごし、日中、公共施設や駅構内などで睡眠をとる場合もある。冬季の凍死など毎年数百人もの路上での死者（官報では行旅死亡人）が出ている。

日本のホームレスの特徴として、義務教育までの学歴程度、未婚率の高さが挙げられる。また、ホームレスの職業経験として、最も長く勤めた職（最長職）は、工場の生産工程や建設などの技能工（41％）、土木作業や雑役（20.3％）、調理人や飲食店員といったサービス業（10.1％）となっている。なお、最長職では5割以上が常用雇用者であり、社会保険への加入は73.6％に上っていることから、比較的安定した職業経験を持っていたと考えられる。

### 歴史
第二次世界大戦終戦直後は、空襲により焼け出された住民のホームレスが多数存在した。上野駅の地下道は、一時期行き場を失った戦災孤児が暮らす場所の代名詞となったが、民間の支援団体などの手で徐々に解消されていった。1950年冬に東京都民政局長らが上野駅を視察した際には、まだ800人ほどの浮浪者が存在しており、地下道を取り締まるボス役から場所代として1枚20円でむしろを借りて生活をしていた。この視察の訪問先は、上野駅のほか上野公園に隣接する寛永寺墓地（小屋82戸、約400人）、浅草本願寺境内（小屋50戸）に及んだ。上野駅の地下道のホームレスは1951年9月に一斉退去を迫られ、上野公園や浅草公園、外堀の埋め立て地などへ移動した。
1990年代初頭、日本のホームレスの人々は迷惑な人間と見なされている。政府は「環境を美化する必要があるため」路上で暮らす人々を追い払おうとしている。終わりなき官僚的な対処のためにホームレスの人々が権利を与えられ援助を得るのも非常に困難であった。東京都がようやくホームレスの存在を認識し、問題について対応し始めたのは1997年である。
1998年には調査で東京23区内だけで4,295人ものホームレスの人々がいるとされ、さらにホームレス支援団体も5,000に近づいているとし、この数は急速に増加していることを示していると推定された。実際に、東京23区内で区職員によって確認されたホームレスだけでも、1999年～2004年の間は、5,000人を超えていた。2003年に、政府は、日本全国で25,296人ものホームレスの人々が存在することを発表。
1990年代の投機的バブル崩壊以来、日本社会ではホームレス現象が明確な増加傾向がみられ、その結果「 失われた10年 」の経済停滞が生じていく。これが失業の増加につながっていった。
日本のホームレスの特徴は日本の社会構造が影響している。歴史的に日本社会では男性が家族を養う。日本企業は、結婚した男性は独身男性よりも一人前であると考えている。なぜなら、既婚者らは家族に対してより多くの義務と責任を感じているからである。その結果、定職をもたずかつエイジズムに直面している年配の男性は仕事を見つけることができず、35歳以上の独身男性も仕事を見つけることが困難となっていく。この現象は、コンスタントに貧しい男性の数を増やすだけでなく、かなり大きな富を持つ男性と他のかなり貧しい男性との格差を伴い、より大きな変動をもたらす。日本のホームレスのこの結果は女性よりも男性に対し多く影響をもたらしている。
東京の小さなアパートは借りるのに月に約10万円。2020年、日本は景気悪化がさらに深刻化し低賃金の仕事を見つけることも簡単ではなく、1泊1,500〜2,000円で、ホームレスの人々はインターネットカフェに滞在するネットカフェ難民として、そこでシングルルームとシャワー、テレビ、ソフトドリンク、インターネットアクセスを利用という生活をする例もある。
ホームレスの自立支援方法の1つとしてビッグイシューよりホームレスになった時の炊き出しや体調が悪い際の対処法だけでなく、生活保護申請方法や求職方法等の生活を立て直したい時のガイドブックをインターネットで「路上脱出・生活SOSガイド」（URL:https://bigissue.or.jp/action/guide ）の名で公開している。また、生活保護申請方法指南書としてブログで公開している例もある（URL:http://lluvia.tea-nifty.com/homelesssogosodan/2019/01/2017-f3ca.html ）。

### 統計
| 年   | 人数（人） |
| ---- | ---------- |
| 1999 | 20,451     |
| 2000 | -          |
| 2001 | 24,090     |
| 2002 | -          |
| 2003 | 25,296     |
| 2004 | -          |
| 2005 | -          |
| 2006 | -          |
| 2007 | 18,564     |
| 2008 | 16,018     |
| 2009 | 15,759     |
| 2010 | 13,124     |
| 2011 | 10,890     |
| 2012 | 9,576      |
| 2013 | 8,265      |
| 2014 | 7,508      |
| 2015 | 6,541      |
| 2016 | 6,235      |
| 2017 | 5,534      |
| 2018 | 4,977      |
| 2019 | 4,555      |
| 2020 | 3,992      |
| 2021 | 3,824      |
| 2022 | 3,448      |
| 2023 | 3,065      |
| 2024 | 2,820      |
| 2025 | 2,591      |

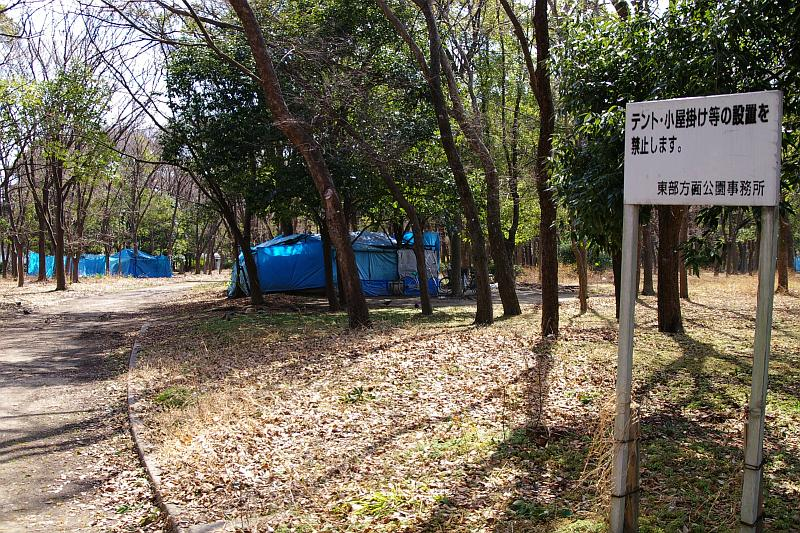
ホームレスのテント群
大阪城公園

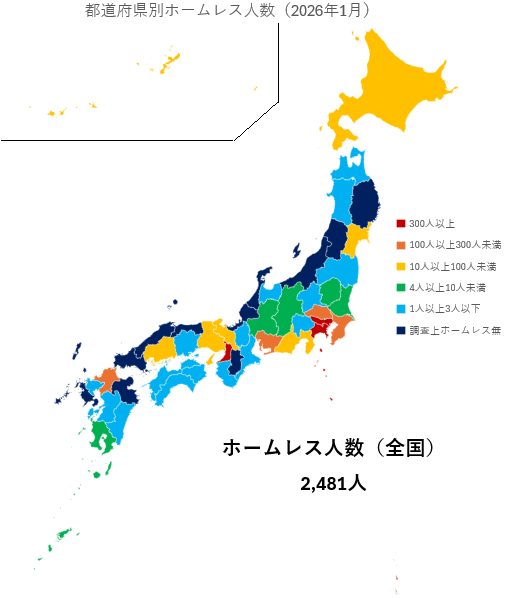
都道府県別ホームレス人数分布。札幌を除いた5大都市及び周辺と沖縄県に多くいる傾向がある。
（2025年1月）

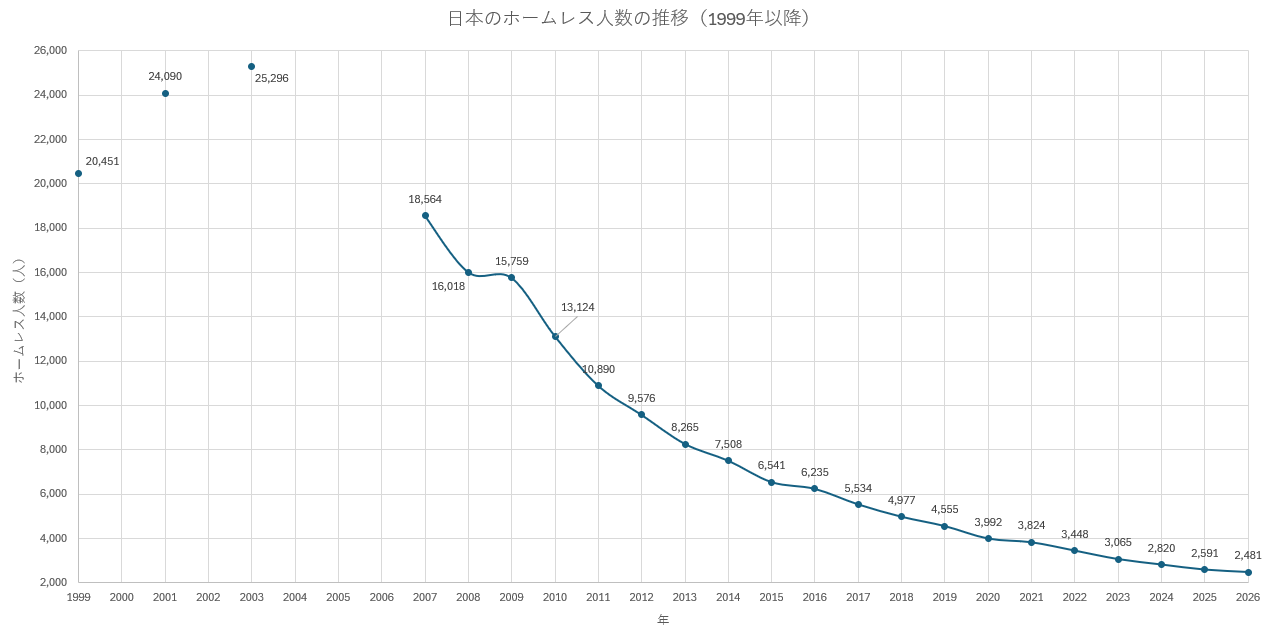
日本のホームレス人数推移
（各年1月。但し、1999年は10月、2001年は9月に調査。能登半島地震の影響により、2024年は石川県全域、2025年は石川県一部市町村（輪島市、珠洲市、能登町、穴水町、志賀町、七尾市、中能登町）で調査を実していないため除く。）

景気の状況により増減があり、バブル崩壊後の不況下でその数は増し、2003年1月～2月の厚生労働省調査では全国で25,296人に達していた。しかし、2007年1月の厚生労働省調査では景気の回復傾向により、全国で18,564人と減少した。
2003年から4，5年に1度に行われるホームレスの実態に関する全国調査（生活実態調査）により、2021年11月時点で、50歳以上の高年男性が約9割近くを占めており、2003年以降の調査以来、高かった。更に年齢構成別では、65歳以上の割合は全体の約54.4%であり、調査を始めた2003年は約15.1%の約3.6倍であり、ホームレスの高年齢化が進んでいる。
また、路上期間は、10年以上が約40.0%を占めており、2003年は約6.7%の約6.0倍であり、長期化が進んでいる。長期化の背景には、貧困ビジネスを行う悪質な業者の存在や生活保護受給に対する罪悪感（生活保護受給申請の際、家族に照会される恐れから。また、2021年3月30日に厚生労働省からの通達により、本人が希望しない場合、通達の8～9ページに記載された「扶養義務履行が期待できない者」と判断された者（概ね70歳以上高齢者、児童、DV・虐待被害者、家族と縁を切り長期間音信不通にしている者など）に該当した場合、家族に対して扶養照会は行われない。）と損得勘定（年金受給している場合、その分減らされた上で受給するが、家賃を考慮した場合、実質の減額となるため。）がある。
2025年1月時点のホームレスの実態に関する全国調査では能登半島地震の影響により調査を実施していない石川県の一部市町村（輪島市、珠洲市、能登町、穴水町、志賀町、七尾市、中能登町）を除き2,591人となっている。なお、石川県の2025年1月時点のホームレス人数は2人（いずれも男性で金沢市以外で存在を確認）であり、能登半島地震前の2023年と同じ人数であった。
また起居場所別では、最も多い都市公園は661人である。そして、2020年まではホームレスの起居場所別では河川が最も多かったが、2019年10月に発生した令和元年東日本台風（台風19号）の影響により、2019年から2020年にかけて約26.1%減少し、2021年以降は都市公園が起居別で最も多い場所となった。
厚生労働省が2007年6月～7月にかけてネットカフェなどの24時間営業の店舗で就寝・夜明かしをしている人の実態調査を初めて行い、全国で推定約5,400人がいることがわかった。その内、東京23区が約2,000人、大阪市が約900人、名古屋市が約200人であった。更に、就寝・夜明かしをしている非正規労働者は全体の半分を占めていた。
また、東京都で2016年12月～2017年1月にかけてネットカフェなどの24時間営業の店舗でアンケート対象店舗をオールナイトを利用する者の内、住居喪失がどの位いるのかの実態調査を行い、都内で1日あたり約4,000人（オールナイト利用者に占める構成比25.8%）、そのうち「住居喪失不安定就労者」（住居喪失者の内、雇用形態が派遣労働者・契約社員・パート・アルバイトの者）は約3,000人（住居喪失者に占める構成比75.8%）であることが分かった。
前述の2つの調査は単純比較できないが、東京23区のみで見た場合、約10年の間で、ネットカフェ難民は2倍増えたことになる。
なお、ネットカフェなどの終夜営業店舗は、行政当局による毎年のホームレスの全国調査対象になっていない。このため、ネットカフェを調べないと、ホームレス全体の実情は見えてこないし、効力のある対策も打てないとの見方も出ている。
日本においては、比較的冬が寒い東日本に1,339人（富山県、岐阜県、愛知県以西を西日本とした場合）、比較的冬が暖かい西日本（石川県の一部市町村を除く）に1,252人と、東日本の方が多く、気候条件と分布の関連性はあまりない。都道府県別では大阪府が763人と最も多く、次いで東京都が565人、神奈川県が366人の順に多く、3都府県で調査上確認された全ホームレスの約3分の2を占める。市区別では大阪市が726人と最も多く（2021年時点で約半数はあいりん地区で生活）、次いで東京23区が520人、横浜市が210人の順であり、大阪市のみで約28.0%を占め、東京23区と横浜市を合わせた場合は約56.2%を占める。
但し、厚生労働省のホームレスの実態に関する全国調査は、昼間に行う市区町村による巡回での目視調査であり、廃品回収（アルミ缶・段ボール・粗大ゴミ・本集め）や建設日雇い等の仕事で昼間はいない、目視故に外見では判断できないホームレスが調査から漏れている可能性がある。そのため、市民団体「ARCH（Advocacy and Research Centre for Homelessnessの略称。ホームレス問題についての政策提言＆研究チーム）」による夜間調査が行われた。その結果が、以下の通りである。
| 調査時期 | 調査対象地域 | ARCH調査 （人）.a | 東京都調査 （人）.b | a/b （倍） | 東京都調査による ホームレス人数.c | 都内推定人数 （人）.d | d/c （倍） | 推定都内 経験者人数 （人） |
| --- | ------------ | ----------------- | ------------------- | ---------- | --------------------------------- | --------------------- | ---------- | -------------------------- |
| 2016年1月 | 都内3区      | 671               | 239                 | 2.8        | 1,473                             | 約2,870               | 2.0        | -                          |
| 2016年8月 | 都内5区      | 1,135             | 407                 | 2.8        | 1,463                             | 約2,870               | 2.0        | 約2.9万（2016年）          |
| 2016年12月、2017年1・2・3月 | 都内7区      | 403               | 181                 | 2.2        | 1,397                             | 約2,320               | 1.7        | -                          |
| 2017年8月 | 都内11区     | 1,307             | 499                 | 2.6        | 1,337                             | 約2,510               | 1.9        | -                          |
| 2018年1・2・3月 | 都内10区     | 1,069             | 540                 | 2.0        | 1,242                             | 約1,870               | 1.5        | -                          |
| 2018年8月 | 都内15区7市  | 1,391             | 526                 | 2.6        | 1,184                             | 約2,300               | 1.9        | 約2.5万（2018年）          |
| 2019年2・3月 | 都内6区      | 681               | 340                 | 2.0        | 1,126                             | 約1,740               | 1.5        | -                          |
| 2019年8・9月 | 都内8区      | 1,040             | 378                 | 2.8        | 1,037                             | 約2,060               | 2.0        | -                          |
| 2020年2・3月 | 都内6区      | 618               | 290                 | 2.1        | 889                               | 約1,540               | 1.7        | -                          |
| - ARCH調査は、ARCHが夜間に路上ホームレスをカウントした人数である。 - 東京都調査は、市区町村職員がARCHが調査した地域で昼間に路上ホームレスをカウントした人数である。 - a/bは、ARCH調査と東京都調査の比を示した値である。 - 東京都調査によるホームレス人数は、東京都全体のホームレス人数である。 - 都内推定人数は、東京都内全体の路上ホームレスの推定人数である。推定人数は、国河川を除いた東京都のホームレス概数調査の値をa/bの値で掛けて、国河川にいる都内のホームレスを足した値である。国河川にいるホームレスをそのまま足すのは、国河川は小屋やテントが多いことから昼夜の差があまりないと考えられるためである。 - d/cは、東京都調査によるホームレス人数と都内推定人数の比を示した値である。 - 推定都内経験者人数は、その年に東京都内でずっと路上生活をしている人だけでなく、一時的かつ新たに路上ホームレスになった人を含めた推定人数である。経験者人数は、都内推定人数からロンドンの路上ホームレス人口統計より算出される年間/一晩の比率（10.8倍）を掛けた値である。なお、ロンドンの比率が用いられているのは、ロンドンは世界で唯一、路上ホームレスの個人別データベースを整備し年間の路上ホームレス人口を把握しているからである。 |              |                   |                     |            |                                   |                       |            |                            |

以上の表から、以下のことがうかがえる。
- ARCHの夜間調査より、夜間調査と同じ地域で昼間にカウントした東京都の調査より、実態の2倍以上のホームレス人数がいること。更には、東京都全体で見た場合、夏期は約2.0or1.9倍、冬期は2016年以外1.7or1.5倍になる。
- 2016年以外は冬期より夏期の方がより実態の乖離が大きいこと。
- 夜間調査の夏期調査（8月or8・9月）からの推移より、減少傾向にあること。（2016年：約2,870人→2017年：約2,510人→2018年：約2,300人→2019年：約2,060人）
- 2017年以降の冬期夜間調査で把握された人数は、前年夏期夜間調査の約75%となっている。理由は定かではないが、都内の数百人規模のホームレスが、冬の間はネットカフェ等の屋内に場所を移るか、越冬目的に暖かい地方へ一時移住している可能性がある。また、「ホームレスの実態に関する全国調査（生活実態調査）」より、約16%が「時々、ドヤ、飯場、ホテル等にも泊まっていた」と回答している。

### 支援
西日本、特に大阪では、主にキリスト教系の宗教団体やボランティア組織が多く、それらが炊き出しや援助を行うことがある。横浜市でも炊き出しや援助が行われている。
2002年8月、ホームレスの自立の支援等に関する特別措置法が施行され、国による本格的な支援が始まり、2003年2月には厚生労働省による初の全国調査が行われた。2007年4月にも全国での実態調査が行われている。
- 当面の生活のための収入や貯蓄や財産がない人は生活保護を受けられるが、2012年の人気タレントの生活保護問題がきっかけで、親族への扶養照会や資産調査が強化され、これらが原因で生活保護の申請を断念したり、窓口をたらい回しする水際作戦が問題となっている。
- ドメスティック・バイオレンスや、復縁を求める元配偶者から逃げてきた女性に対しては、婦人保護施設や民間の駆け込み寺や女性のためのシェルターが受け入れている。
- 児童の場合は児童福祉施設など受け入れ施設がある。

#### 行政の自立支援施策(大都市の事例)
- 東京都による報道発表[66]によれば、「自立支援システム」の第一ステップとして「緊急一時保護センター」があり、第二ステップとして「路上生活者自立支援センター」を設けている。
  - 第一ステップ（緊急一時保護センター）は、「路上生活からの早期の社会復帰を促進するため、ホームレスの一時的な保護や心身の健康回復を図るとともに、自立支援センターへの入所など以後の処遇方針を明らかにする」。
  - 第二ステップ（路上生活者自立支援センター）では、「緊急一時保護センター入所者のうち、就労意欲があり、心身の状態も就労に問題がないと認められた人を対象に、原則2か月間の入所期間で、食事の提供、職業、住宅等についての相談を行い、ホームレスの就労による自立を促進」する。
  - しかし、自立支援センターを経て定職に就いた者が、緊急一時保護センターに保護され、再び自立支援センターを利用するという繰り返しも見られる。
- これらの施設建設に対する周辺住民の反対運動などもあるが、東京都の場合、現状では5年毎の都内の他区への移設という手法によって対処しているようである。
  - こうした「自立支援」策にもかかわらずなくならないのは、行政の側では、結局本人に自立への意思がなく、路上生活という生き方を選択しているからである、という見方もある。
- そもそも「自立支援」とは「法外援護」（生活保護の外での応急援護）をまとめたものだが、これは国籍要件と（他に活用する資産・能力のない）生活困窮だけを要件として適用すべき生活保護法の趣旨に反して、ホームレスなどを同法の保護から不当に排除するものだという批判もある。
  - また一方、たとえばアルコール依存症の人――病的に飲酒が止められない人――が、一度の飲酒が見つかり施設から放逐されたという事例もあるように、粘り強く親身な取り組みが欠けている、または福祉担当職員数や資金の不足によりそれを余儀なくされている現状がある。
- 東京都は他にも、自立を促すため、2004年度から野宿者に対し2年間住宅を安い家賃で貸す「ホームレス地域生活移行支援事業」を行っているが、自立に成功するのは1割ほどしかいない[67]。また、2017年度から路上生活が長期化・高齢化した者に対して「支援付地域生活移行事業」が行われている[68]。

#### 民間における支援活動

##### 緊急支援
- 日本においても各宗教寺社・教会や民間の支援団体・ボランティア等による炊き出しなどがあり、篤志家・市民から寄せられた衣類等の寄付物品が配られている。
- 北は北海道から南は沖縄県まで炊き出しや医療支援、居住地確保などの自立支援に取り組む支援団体が確認されており、2007年6月9日には全国規模の支援団体の連合組織である「ホームレス支援全国ネットワーク」が設立された。
- 炊き出しは行倒れを防ぐための最低限の活動であり、元野宿者が仲間のために行う場合もある。
- 生活保護受給に関して、保護適用が適正に行われるよう支援している団体もある。
- 支援団体がホームレスに対して生活保護を申請する方法を公開している例もある[69]。また、路上生活から自立するための方法を手助けする情報を載せたサイトもある[70]。
- 2008年末～2009年頃。いわゆる派遣切りなどで職を失ったりした人たちのために、年越し派遣村が都内の公園に設けられた。
- 不動産屋として生活困窮者に対して不動産紹介する形で支援する所もある[71][72]。

##### 自立支援の例
- 当事者自身を販売者とする雑誌を発行することで、現金収入を得る機会を提供し自立を支援する事業が始まっている。
- イギリスのThe Big ISSUEを発祥とし、日本独自の記事を中心としたストリート新聞「ビッグイシュー日本版」が発行されている。
  - 東京や大阪などの大都市などで街頭に立ち、道行く人達に直接販売している姿が見られる。
- ロザンヌ・ハガティのコモン・グラウンド・コミュニティー。

### 問題点

#### 治安
襲撃事件は減少傾向にあるものの、襲撃事件が後を絶たず、18歳未満の児童・18歳以上の若者を加害者とする殺害・傷害事件が発生している。横浜浮浪者襲撃殺人事件、東村山市ホームレス暴行死事件などをはじめ、各地で頻発している。加害少年たちは「ケラチョ（虫けらっちょ）狩り」「街の掃除」と嘯いており、罪悪感を持たない。2007年5月13日夜に東京都・北区赤羽では、たまたま公園でごろ寝していたネットカフェ難民の男性が、ホームレスだと思い込んだ少年達にライターオイルをかけられて火を点けられ、重度の火傷を負う事件が起きた。この他に、金欲しさや住むところ欲しさなどで相手を殺害するなど、ホームレス間での事件も発生している。
また、東京都内の野宿者支援団体、生活困窮者支援団体が合同で、2014年6月28日～7月14日に新宿、渋谷、池袋、上野、浅草・山谷地域などでホームレスへの襲撃の実態に関するアンケート調査を実施した。その結果、以下の実態が分かった。
- 約4割の人が襲撃を受けた経験をしていると回答している。
- 襲撃は夏季が多く、約5分の3近くを占めた。襲撃者（加害者）の38%は児童・若者である。
- 襲撃者は75%が複数人で襲撃に及んでいる。また、回答の中には襲撃者数が10人と答える者がいた。
- 襲撃の内容としては、なぐる、蹴るなどの「身体を使った暴力」（約25%）やペットボトルやたばこ、花火などの「物を使った暴力」（約37%）が62%を占めている。
- 児童・若者の襲撃は「物を使った暴力」が53.6%にのぼること。

そのため、これらの実態に対して、東京都に実態についての調査や人権啓蒙活動の推進、襲撃を受けた場合の保護などを求めた。
しかしながら、要望後も2020年3月25日に岐阜市ホームレス襲撃殺人事件（被害者が警察に何度も相談したにもかかわらず殺害された）、同年11月16日に渋谷ホームレス殺人事件（女性ホームレスが46歳の男に殺害された）が発生しており、要望が十分に行き渡っていない現状がある。また、1995年から2020年11月まで、少なくとも前述の2事件の被害者も含めて24人のホームレスが、児童や若者らによる襲撃で亡くなっている。

#### 市民権
住所不定となるため、住民票が削除されたり（職権消除）、それにともない選挙権が行使できなくなったりすることがある。長年行方不明であったために親族から役所へ失踪の届けがなされ、戸籍が抹消されている例も見られる。外国人であれば、在留カードと在留資格の更新ができなくなり、在留許可が取り消されるおそれがある。住民票を消されると、選挙権・被選挙権を失う他、生活保護や運転免許取得など、行政の手続きが必要な行為のほとんどが実質的に受けられなくなる。
2019年10月に発生した令和元年東日本台風（台風19号）によって開放された東京都の避難所で、住民票がないホームレスの受け入れを拒否したということが明らかになり、各メディアで報道された。10月15日に行われた参議院予算委員会で内閣総理大臣の安倍晋三がこの件に触れ、「各避難所では避難したすべての被災者を適切に受け入れることが望ましい。関係自治体に事実関係を確認し、適切に対応していく。」とコメントしている。厚生労働省もこの件について、「被害に遭われた方に関しては全ての方を取りこぼすことがないようにしっかり対応していく姿勢で取り組んでいきたい。」とコメントしている。

##### あいりん地区をめぐる問題
大阪市では、あいりん地区（釜ヶ崎）の釜ヶ崎解放会館などに便宜上の住所登録を行うことが黙認されていた。市職員が登録を勧めた事例もあるという（また、横浜市でも寿町会館に便宜上の住所登録が黙認されているという）。しかし、2006年12月に、解放会館の住民票を不正利用した男が逮捕された事件により、大阪市の事例が明らかになった。この事件では単なる被害者であったが、これをきっかけにマスコミ、特に読売新聞は12月16日、市民権行使による参政を「違法投票」と報じるなどの非難報道を行った。
2007年2月27日、關淳一市長は「居住実態のない」ホームレスの住民票削除を発表。建設労働者の男性が大阪高等裁判所に削除差し止めの仮処分申請を行い、3月1日に認められたことなどから、大阪市は3週間の延期を発表。市選挙管理委員会は3月26日、早急に住民登録の適正化を図るよう求める依頼書を関市長に提出。選管はホームレスなど側との交渉の席上「野宿者は選挙権を行使できない」と主張したとされる。統一地方選挙による大阪市議選告示前日の3月29日、「選挙が無効となる恐れがある（ホームレスの選挙権行使を理由に、選挙無効で訴えられる恐れがある）」として、大阪市はホームレスら約2,000人の公民権を剥奪した。
公民権を剥奪された者が、政府を相手取って国家賠償訴訟を起こしたが、2009年10月23日、大阪地裁（高橋文清裁判長）は原告の請求を棄却し、大阪市と市選挙管理委員会の応対を全面的に認めた。

#### 事前通告や交渉の無い排除
・2012年6月11日早朝に、事前交渉や通告もなく、渋谷区立美竹公園・渋谷区役所人工地盤下駐車場及び渋谷区役所前公衆便所を一斉に閉鎖してホームレスを退去させた。それらの行為に対して、退去させられたホームレス7名の訴えを受けた第二東京弁護士会により、2018年3月1日に、渋谷区に対し、ホームレスへの生活保護の適用や必要な援助を行い、話し合いによる解決を優先するよう勧告した。

・2024年12月1日、労働者支援施設「あいりん総合センター」から野宿者を強制的に立ち退かせる強制執行が実施された。当施設は老朽化により2019年に閉鎖され、24年5月に立ち退きが確定していた。

#### 日常の困難
直前の職業は、おもに日雇い労働など、もともと不安定な就労形態であった者が多く、建設不況などにより日雇い労働市場が縮小した現在、高齢化の問題も手伝って、仕事に就くのに困難な状況が伴っており、職業訓練や新たな雇用の創出などの対策が求められる。また、アルコール依存症やギャンブル依存症などによる心身面の問題を抱える者については、一旦、生活を立て直した後で、また再び野宿に戻る場合があるなどの問題を抱えている。
屋外で生活することが多いため、気温の変化に対応することが難しく死に直面することもある。2017年1月に欧州が寒波に見舞われた際には、30人以上（移民も含まれている）が凍死。同寒波はウクライナも襲い、同国内だけでも40人が死亡。寒さをしのぐために飲酒しており、遺体の大半は路上で発見されていると指摘している医師もいる。一方、2015年6月にパキスタンが熱波に見舞われた際には、1,200人以上が死亡。死亡者の2/3は路上生活者や麻薬常用者であった。日本でも、凍死する例が、しばしば発生している。衛生面においても課題が見られる。2007年の調査では衛生面の問題が日常生活の課題として30.8%を占めており、特に女性は月経の対処によって感染症に罹患するリスクを抱えているものの、生理処理用品が高額であることなどから対処法が限られていることが指摘されている。
2020年代に入ると社会がホームレスの生活を社会の前提として認めない風潮が漂っている。例えば公園のベンチにも仕切りが設けられるなど安易に睡眠に使えないようになっているのが当たり前の状況である。なお、こうしたホームレス排除の機構自体はすでに1990年代に排除アートとして認知されていた。

#### 反社会的勢力との関係
中には、暴力団など非合法組織に関係し親族・家族に絶縁され家出をし、ホームレスとなり、死亡後に遺体となって家族のもとに帰る者もいる。また近年、中国から覚せい剤の密輸を行う運び屋として逮捕される事件が発生している。また、雇用助成金を騙し取る目的で設立されたペーパーカンパニーの社長に、仕立て上げられた事件も発生している。

#### 病気
ホームレス者は結核の罹患率が高いとされている。アメリカの場合、ニューヨークでは結核患者の3割程度がホームレスであり、全ての患者のうちで強制入院を経験した割合は4%程度とされている。また日本では、あいりん地域でホームレスの中高年齢者に対して公的就労対策として特別清掃事業が行われ、研究事業として平成15～17年の3年間に胸部X線検査が実施された。胸部レントゲン検査では結核有所見者の割合が高く、平成16年度の実績では、研究対象のホームレスの人のうち結核有所見者34.6%であった。

## 文化

### 廃品回収と、その周辺事情
彼らの僅かな収入源の一つに、回収業者が廃品の買取をする方法や直接販売可能な廃品の買取がある。前者が段ボールやアルミ缶、後者は週刊誌などの雑誌である。段ボール集めの場合、古紙回収業者がリヤカーを提供し、安い料金で街中の段ボールを集めている。
しかし最近では、段ボールも無料での引取りがなくなり、放火の危険性からも街中では見られなくなりつつある。缶に至っては「資源ゴミは自治体が所有権を留保する有価物」であるため、集積所からの回収は窃盗罪に問われる可能性がある。

### 段ボール・ハウス絵画
バブル経済崩壊後の企業倒産激増等により、インテリや芸術家もホームレスとなり、新宿駅西口地下広場では、ピーク時で300名が段ボール・ハウスで寝泊りしていた（新宿ダンボール村）。1995年からは、若手芸術家（武盾一郎ほか）やホームレスとなった芸術家が、段ボール・ハウスに絵画を描き始め、1998年までに800軒の絵画が描かれた。2005年には、その10周年を記念して「新宿区ダンボール絵画研究会」が結成され、武盾一郎が会長、深瀬鋭一郎が事務局長、深瀬記念視覚芸術保存基金が事務局となり、美術評論家の中原佑介、毛利嘉孝なども参加して、研究叢書として「新宿ダンボール絵画研究」が発刊された。

### まちづくり
日雇い労働市場（寄せ場）には多数の簡易宿所（いわゆる「ドヤ」）が集まった街があり、日雇い労働者がひしめく独特の雰囲気がある。
- 東京都山谷、横浜市寿町、大阪市釜ヶ崎（あいりん地区）が「日本三大寄せ場」として有名である。